# Eufidonia notataria
Eufidonia notataria là một loài bướm đêm trong họ Geometridae.